# リモート・コントロール・プロダクション
リモート・コントロール・プロダクション (Remote Control Productions, Inc.) は、作曲家ハンス・ジマーが経営し、カリフォルニア州サンタモニカに拠点を置く映画音楽会社。元々は、ジェイ・リフキンとハンス・ジマーによって考案され設立された「メディア・ヴェンチャーズ・エンタテインメント・グループ (Media Ventures Entertainment Group)」として知られていたが、両パートナーが互いに訴訟を起こしたことにより、この会社は社名を変更した。現在、リモート・コントロールにはジマーの指導を受けた大規模な作曲家グループが所属しており、その多くは会社の一員として、または個人で映画音楽のキャリアにおいて成功を収めている。
リモート・コントロール・プロダクションは、『パイレーツ・オブ・カリビアン』、『アイアンマン』、『グラディエーター』、『ミッション:インポッシブル2』、『ラスト サムライ』、『トランスフォーマー』、『ハンコック』、『キングダム・オブ・ヘブン』、『ダ・ヴィンチ・コード』、『インセプション』、『シャーロック・ホームズ』とその続編、そして『ダークナイト トリロジー』など数多くの成功を収めた実写映画に加え、『シュレック』シリーズ、『カンフー・パンダ』、『マダガスカル』、『ライオン・キング』などの成功を収めたアニメーション映画の音楽を担当してきた。リモート・コントロール・プロダクションの多くの作曲家は、『メタルギア』シリーズや『スカイランダーズ』シリーズ、『ザ・シムズ3』、『Gears of War 2』、『コール オブ デューティ4 モダン・ウォーフェア』、その続編『コール オブ デューティ モダン・ウォーフェア2』、『Crysis 2』、『アサシン クリード リベレーション』、『アサシン クリード III』などの成功を収めたビデオゲームの音楽も手掛けている。ハリー・グレッグソン＝ウィリアムズは、2001年にビデオゲーム業界で『メタルギアソリッド2 サンズ・オブ・リバティ』に携わった最初のメディア・ヴェンチャーズの作曲家である。数年後にはそこに、クラウス・バデルト、スティーヴン・バートン、スティーヴ・ジャブロンスキー、ローン・バルフ、そしてハンス・ジマーが加わった。

## 作曲家
リモート・コントロール・プロダクションでハンス・ジマーと仕事をしている、または一緒に仕事をした作曲家は次の通り。
- ライランド・アリソン (Ryeland Allison)
- マックス・アルジ (Max Aruj)
- クラウス・バデルト (Klaus Badelt)
- ローン・バルフ (Lorne Balfe)
- スティーヴン・バートン (Stephen Barton)
- タイラー・ベイツ (Tyler Bates)
- ジョニック・ボンテンプス (Jongnic Bontemps)
- デヴィッド・バックリー (David Buckley)
- ジャスティン・バーネット (Justin Burnett)
- トビー・チュウ (Toby Chu)
- ダフト・パンク (Daft Punk)
- ラミン・ジャヴァディ (Ramin Djawadi)
- ジェームズ・ドゥーリー (James Dooley)
- クレイ・ダンカン (Clay Duncan)
- ステファニー・エコノム (Stephanie Economou)
- マイク・アインジガー (Mike Einziger)
- ハロルド・フォルターメイヤー (Harold Faltermeyer)
- ジェイ・フラッド (Jay Flood)
- ジャーメイン・フランコ (Germaine Franco)
- リサ・ジェラルド (Lisa Gerrard)
- トム・ジャイアー (Tom Gire)
- ニック・グレニー＝スミス (Nick Glennie-Smith)
- ハリー・グレッグソン＝ウィリアムズ (Harry Gregson-Williams)
- ルパート・グレッグソン＝ウィリアムズ (Rupert Gregson-Williams)
- ギャビン・グリーナウェイ (Gavin Greenaway)
- ドン・L・ハーパー (Don L. Harper)
- リチャード・ハーヴェイ (Richard Harvey)
- ピート・ヘイコック (Pete Haycock)
- トム・ホーケンバーグ (Tom Holkenborg)
- イアン・ハニーマン (Ian Honeyman)
- ジェームズ・ニュートン・ハワード (James Newton Howard)
- トム・ハウ (Tom Howe)
- スティーヴ・ジャブロンスキー (Steve Jablonsky)
- ヘンリー・ジャックマン (Henry Jackman)
- ブライス・ジェイコブス (Bryce Jacobs)
- アンドリュー・カヴィンスキ (Andrew Kawczynski)
- アラステア・キング (Alastair King)
- ジェイムズ・S・レヴァイン (James S. Levine)
- マイケル・A・レヴァイン (Michael A. Levine)
- ドミニク・ルイス (Dominic Lewis)
- ヘニング・ローナー (Henning Lohner)
- マーク・マンシーナ (Mark Mancina)
- マシュー・マージソン (Matthew Margeson)
- ジョニー・マー (Johnny Marr)
- スティーヴ・マッツァーロ (Steve Mazzaro)
- デヴィッド・メッツガー (David Metzger)
- マイケル・ジョン・モーロ (Michael John Mollo)
- トム・モレロ (Tom Morello)
- トレヴァー・モリス (Trevor Morris)
- ポール・ムーンシー (Paul Mounsey)
- ブレイク・ニーリー (Blake Neely)
- ジュリアン・ノット (Julian Nott)
- アトリ・オーヴァーソン (Atli Örvarsson)
- ヘイター・ペレイラ (Heitor Pereira)
- ジョン・パウエル (John Powell)
- トレヴァー・ラビン (Trevor Rabin)
- ギヨーム・ルーセル (Guillaume Roussel)[6]
- ピーター・シュロッサー (Pieter Schlosser)
- バツ・セナー (Batu Sener)
- マルク・ストライテンフェルト (Marc Streitenfeld)
- ハンギ・タバコリ (Hangi Tavakoli)
- マーティン・ティルマン (Martin Tillman)
- スチュアート・マイケル・トーマス (Stuart Michael Thomas)
- シュテフェン・トゥーム (Steffen Thum)
- ジョン・ヴァン・トンゲレン (John Van Tongeren)
- ジョセフ・トラパニーズ (Joseph Trapanese)
- ブライアン・タイラー (Brian Tyler)
- ベンジャミン・ウォルフィッシュ (Benjamin Wallfisch)
- ジェームズ・ワイス (James Weiss)
- メル・ウェッソン (Mel Wesson)
- ネイサン・ホワイトヘッド (Nathan Whitehead)[7][8]
- アンソニー・B・ウィリス (Anthony B. Willis)
- クリストファー・ウィリス (Christopher Willis)
- ウィル・アイ・アム (will.i.am)
- ロブ・ウィリアムソン (Robb Williamson)
- ファレル・ウィリアムス (Pharrell Williams)
- ジェフ・ザネリ (Geoff Zanelli)

## 批判
Filmtracksのクリスチャン・クレメンセンは、ジマーのゴーストライターの使用について指摘している。他の評論家もまた、映画の採点に対するジマーのアプローチ、およびリモート・コントロール・プロダクションの優位性を批判している。